# Hina Hayata
Hina Hayata (早田 ひな, Hyata Hina) est une pongiste japonaise, née le 7 juillet 2000 à Kitakyushu. Elle est notamment triple championne d'Asie 2021 en simple, en double mixte et en par équipes.
Attaquante jouant en prise classique de la main gauche, elle possède l'une des meilleures gammes de service de la scène internationale féminine. Son style est en outre basé sur la variation de rythme et ses aptitudes en contre-attaque. Son entraîneur attitré est Daisuke Ishida.

## Biographie
Hina Hayata commence le tennis de table à l'âge de 4 ans. Elle est à l'origine droitière mais elle a, comme le tennisman Rafael Nadal, choisit de jouer au tennis de table de la main gauche.
Elle gagne trois médailles d'or aux championnats d'Asie 2021 à Doha, en simple, en par équipes et en double mixte avec Shunsuke Togami.
Elle fait partie de l'équipe du Japon, trois fois vice-championne du monde en 2018, 2022 et 2024. 
Elle remporte la médaille d'argent par équipes lors de la Coupe du monde de tennis de table 2018. 
En double femme avec Mima Ito, elle est deux fois vice-championne du monde en 2019 et 2021 et gagne également une médaille de bronze en 2017. 
Elle remporte la médaille de bronze en simple aux championnats du monde 2023 en s'imposant en quart de finale face à Wang Yidi lors d'un match épique (4 manches à 3), avec une dernière manche gagnée 21 à 19 points. Elle perd en demi-finale contre Sun Yingsha, la future championne du monde,. Avec Tomokazu Harimoto, elle décroche la médaille d'argent en double mixte dans cette même compétition.
Elle est la 8e joueuse mondiale en juillet 2023.
En janvier 2024, elle atteint la finale des Championnats du monde de tennis de table par équipes face à l'équipe de Chine à Busan (Corée du Sud) aux côtés de Mima Ito et Miwa Harimoto. Elle s'y illustre notamment en battant Chen Meng, championne olympique en titre, pour la première fois en huit rencontres (3 manches à 1).
Lors des Jeux olympiques d'été de 2024, elle décroche la médaille de bronze en simple dames contre la Sud-Coréenne Shin Yu-bin (4 manches à 2). Elle est sélectionnée pour le tableau de double mixte aux côtés de Tomokazu Harimoto, mais s'inclinent dès le premier tour contre la paire nord-coréenne composée de Kim Kum-yong et Ri Jong-sik malgré leur statut de tête de série n°2. Miwa Harimoto et Miu Hirano sont sélectionnées avec elle pour la compétition par équipes. Elles décrochent la médaille d'argent en s'inclinant en finale face à l'équipe chinoise composée de Sun Yingsha, Chen Meng et Wang Manyu.

## Palmarès

### 2021
- Vainqueur du WTT Star Contender Doha 2021 - simple dames.

### 2022
- Vainqueur du WTT Contender Almaty 2022 - simple dames.

### 2023
- Vainqueur du WTT Contender Rio de Janeiro 2023 - simple dames.
- Vainqueur du WTT Contender Muscat 2023 - simple dames.
- Vainqueur du WTT Contender Antalya 2023 - simple dames.

### 2024
- Médaille de bronze en simple aux Jeux olympiques d'été de 2024. Elle remporte le match pour la troisième place contre Shin Yu-bin (4 sets à 2).

- Médaille d'argent en par équipes aux Jeux olympiques d'été de 2024.